# Tat'jana Grigor'eva
Tat'jana Vladimirovna Grigor'eva (in russo Татьяна Владимировна Григорьева?; Leningrado, 8 ottobre 1975) è un'ex astista russa naturalizzata australiana.

## Palmarès

### Olimpiadi
- 1 medaglia:
  - 1 argento (Sydney 2000)

### Mondiali
- 1 medaglia:
  - 1 bronzo (Siviglia 1999)

### Giochi del Commonwealth
- 2 medaglie:
  - 1 oro (Manchester 2002)
  - 1 argento (Melbourne 2006)

### Goodwill Games
- 1 medaglia:
  - 1 bronzo (New York 1998)